# 東克拉默山

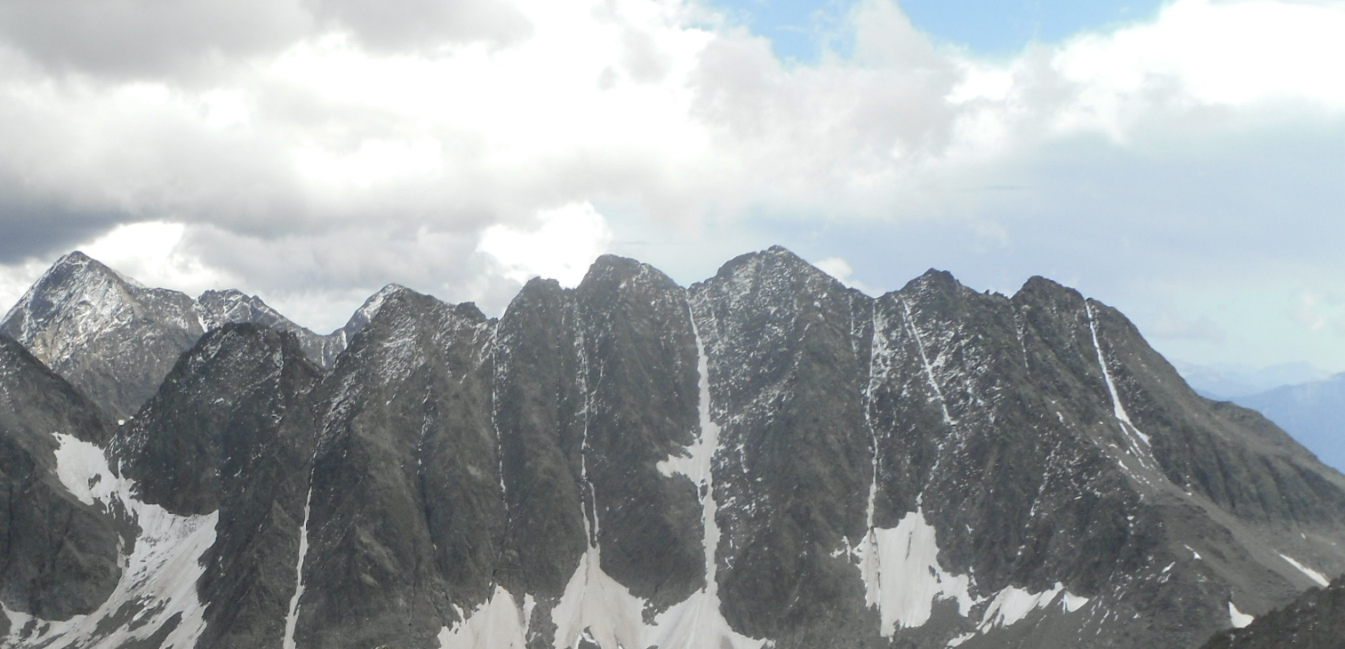

46°57′37″N 12°45′51″E / 46.960181°N 12.764054°E
東克拉默山（德語：Östlicher Klammerkopf），是奧地利的山峰，位於該國南部，由克恩頓州負責管轄，屬於舍貝爾山脈的一部分，處於海利根布盧特和大基希海姆之間，海拔高度3,153米。